# Villers-Sire-Nicole
Villers-Sire-Nicole è un comune francese di 1 011 abitanti situato nel dipartimento del Nord nella regione dell'Alta Francia.

## Società

### Evoluzione demografica
Abitanti censiti